# A Mess of Blues
"A Mess of Blues" es una canción del género rhythm and blues originalmente grabada por Elvis Presley en 1960 tras su regreso del servicio militar en Alemania, compuesta por Doc Pomus y Mort Shuman.  El tema constituyó el lado B de un sencillo con It's now or never en su lado A.  A partir del lanzamiento del sencillo al mercado, la canción entró en varias listas musicales alrededor del mundo, escalando al puesto # 2 en el UK Singles Chart. 

## Grabación y  edición
Elvis grabó "A Mess of Blues" en el legendario estudio B de RCA en Nashbille, Tennessee el 21 de marzo de 1960, extrayéndose la toma # 5 para la confección del máster el cual sería editado el 5 de julio de ese mismo año como sencillo con la versión inspirada en el clásico O sole mio, titulada en este caso "It's now or never". 
Durante las sesiones de grabación Elvis contó con la participación de Buddy Harman como baterista adicional, además de D. J. Fontana, para la realización de las diferentes tomas. 
La canción alcanzó en Estados Unidos el puesto # 32 en el Billboard Hot 100 como mejor posición.  No obstante en el resto del mundo, esa pieza logró posiciones mucho más altas en las diferentes listas. 
En el Reino Unido ese mismo año,  A Mess of Blues tuvo una segunda edición en formato de sencillo de 45 RPM esta vez con "The Girl of My Best Friend" en su cara opuesta, editado asimismo por la compañía RCA. 

## Músicos de la sesión
- Elvis Presley - voz y guitarra acústica rítmica

- Scotty Moore - guitarra eléctrica líder

- D. J. Fontana - batería

- Bob Moore - contrabajo

- The Jordanaires - coros

- Buddy Harman - batería adicional

- Floyd Cramer - piano [1]

## Letra
La letra hace referencia a un hombre al cual a través de una misiva su novia lo deja y a partir de allí el expresa que no ha vuelto a comer ni a dormir adecuadamente y que para él todos los días pasaron a ser "un triste lunes". Metafóricamente el protagonista trata de mantenerse estable ante semejante situación emocional y pretende tomar un tren para dejar sus penas detrás. "I gotta get myself together, before I lose my mind, I'm gonna catch the next train goin' and leave my blues behind" 

## Listas
| Listas )Año 1961) | Posición alcanzada |
| ----------------- | ------------------ |
| Billboard Hot 100 | 32                 |
| UK Singles Chart  | 2                  |
| Nueva Zelanda     | 6                  |

## Recepción y reediciones
El sencillo "It's now or never"/"A Mess of Blues" logró vender más de 1 millón de copias oportunamente y fue certificado por la RIAA como disco de platino.  A Mess of Blues fue incluido además en álbumes como  Elvis' Gold Records Volume 4. y en  Elvis Is Back – Legacy Edition. 